# Biezienczuk
Biezienczuk (ros. Безенчук) – osiedle typu miejskiego w Rosji, w obwodzie samarskim, 50 km na południowy zachód od Samary. W 2009 liczyło 22 695 mieszkańców.